# Valmala (Italie)
Valmala est une commune de la province de Coni dans le Piémont en Italie.

## Administration
| Période                                  | Période  | Identité        | Étiquette | Qualité |
| ---------------------------------------- | -------- | --------------- | --------- | ------- |
| 6 juillet 2004                           | En cours | Germano Rinaudo |           |         |
| Les données manquantes sont à compléter. |          |                 |           |         |

### Communes limitrophes
Brossasco, Busca, Melle, Roccabruna, Rossana, Venasca, Villar San Costanzo